# Thaddée Ntihinyurwa

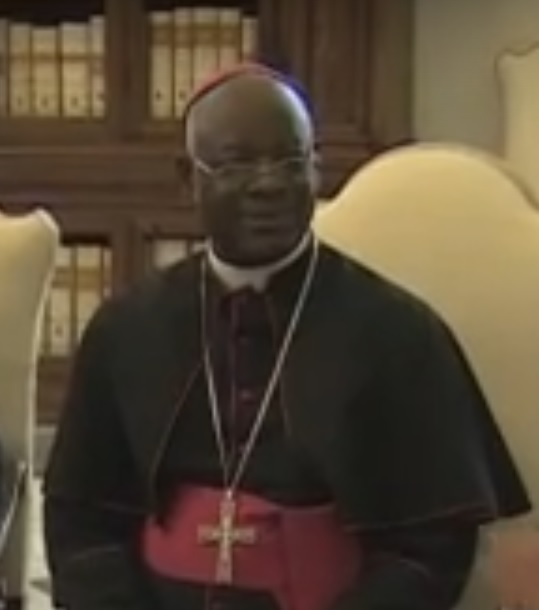
Thaddée Ntihinyurwa

Thaddée Ntihinyurwa (* 25. September 1942 in Kibeho, Ruanda) ist ein ruandischer römisch-katholischer Geistlicher und emeritierter Erzbischof von Kigali.

## Leben
Thaddée Ntihinyurwa empfing am 11. Juli 1971 das Sakrament der Priesterweihe.
Am 5. November 1981 ernannte ihn Papst Johannes Paul II. zum Bischof von Cyangugu. Der Apostolische Nuntius in Ruanda, Erzbischof Thomas A. White, spendete ihm am 24. Januar 1982 die Bischofsweihe; Mitkonsekratoren waren Jean-Baptiste Gahamanyi, Bischof von Butare, und Wenceslas Kalibushi, Bischof von Nyundo. Am 9. März 1996 ernannte ihn Johannes Paul II. zum Erzbischof von Kigali.
Papst Franziskus nahm am 19. November 2018 seinen altersbedingten Rücktritt an.